# Teaser (trailer)
Un teaser (o més concretament un teaser tràiler) és un mini- tràiler, d'una durada màxima d'un minut, com també una forma de publicitat de campanya teaser que se centra en la programació de cinema i televisió. És un moviment previ a l'estrena de la videografia o un anunci de televisió. De curta durada, els tràilers teaser contenen poc material del contingut anunciat que es publicarà.
Sovint, contenen missatges insinuats, críptics i que indueixen la curiositat. Mètodes d'aquesta naturalesa estan dissenyats per despertar l'interès i l'anticipació de l'audiència, així com augmentar l'exageració del contingut anunciat abans del llançament del seu tràiler. La durada d'un tràiler teaser sol ser d'uns 20 a 30 segons. Generalment es crea durant el rodatge de la pel·lícula o programa i s'estrena abans de la finalització del rodatge.

## Descripció
Un tràiler teaser és un segment de vídeo breu relacionat amb una pel·lícula, un programa de televisió, un videojoc o similar, que s'acostuma a publicar molt abans del producte, per tal de "bromejar" l'audiència; un primer exemple del tràiler teaser va ser el de la pel·lícula Superman de 1978 de Richard Donner, que va ser dissenyada per revigorar l'interès per part dels espectadors potencials, per una pel·lícula l'estrena de la qual s'havia endarrerit.
Els teasers de pel·lícules solen fer-se per a pel·lícules de gran pressupost i de temàtica popular. El seu propòsit és menys explicar a l'audiència el contingut d'una pel·lícula que simplement fer-los saber que la pel·lícula s'acostarà en un futur proper i augmentar l'excitació del proper llançament. Els tràilers teaser es fan sovint mentre la pel·lícula encara està en producció o s'està editant i, com a resultat, poden presentar escenes o versions alternatives d'escenes que no es troben a la pel·lícula acabada. Sovint no contenen diàlegs i algunes, sobretot les pel·lícules de Pixar, tenen escenes fetes només per al tràiler. Alguns tràilers teaser mostren un muntatge ràpid d'escenes de la pel·lícula. La durada mitjana d'un teaser és inferior a un minut.
Els tràilers teaser d'avui se centren cada cop més en la descàrrega d'Internet i el circuit de convencions de fans. El teaser de la pel·lícula de Batman de 1989 protagonitzada per Michael Keaton va ser un moviment de màrqueting d'emergència que va convèncer amb èxit els enutjats fans del còmic que la pel·lícula respectaria el material original.

## Exemples Moderns

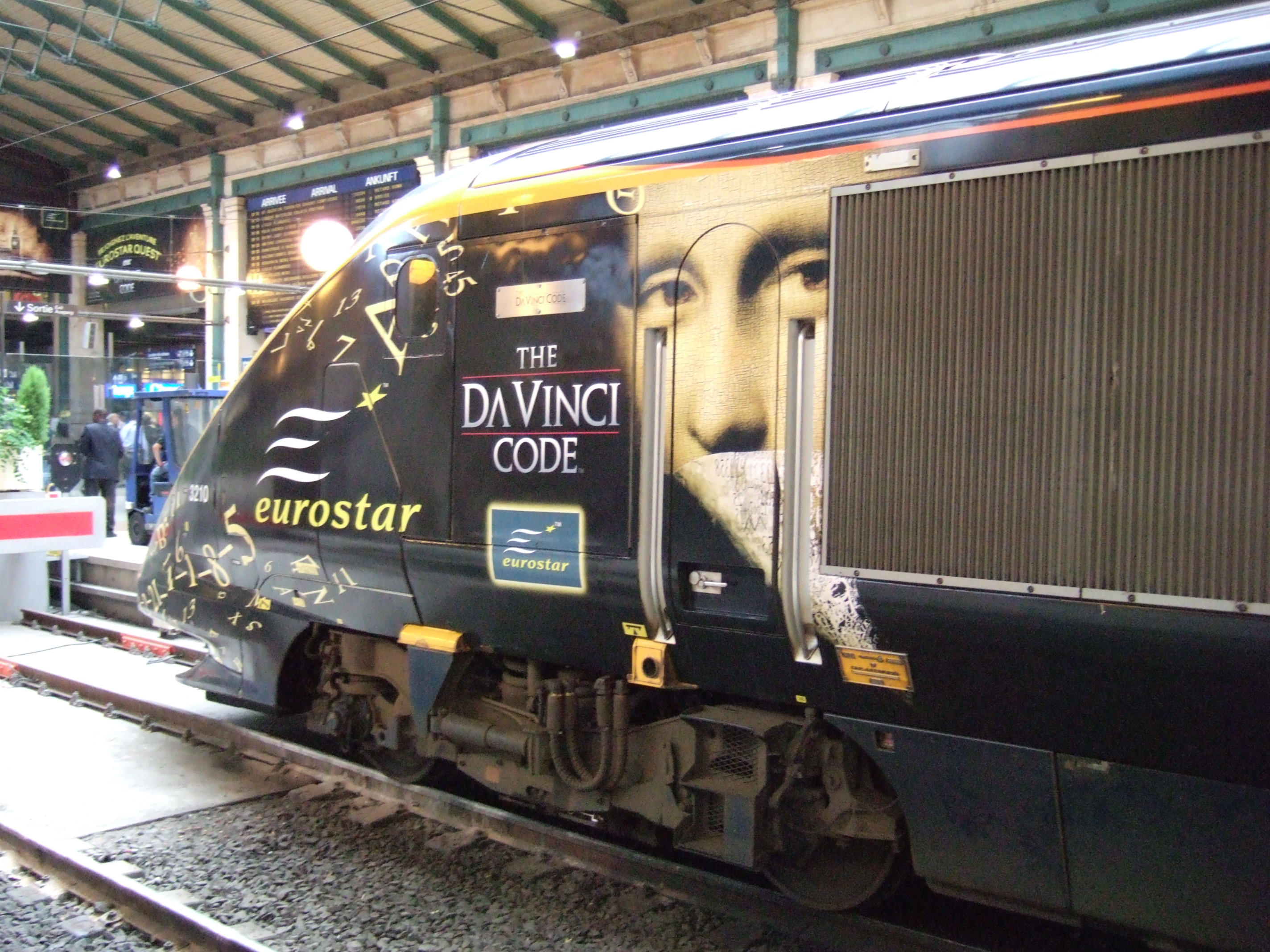
L'Eurostar Codi Da Vinci a París

Exemples posteriors d'esdeveniments cinematogràfics importants que van utilitzar tràilers teaser per guanyar publicitat són la trilogia El Senyor dels Anells, les preqüeles de Star Wars i les pel·lícules de Spider-Man . El tràiler del codi Da Vinci es va publicar fins i tot abans que s'hagués rodat un fotograma de la pel·lícula. Harry Potter i el príncep ' tres mesos abans de la seva data de llançament prevista, però el seu retard fins al 15 de juliol de 2009 va ampliar la bretxa a un any.
Quan es va adjuntar el primer teaser de Star Wars: Episodi I - L'amenaça fantasma a les pel·lícules The Siege, A Bug's Life i Meet Joe Black, es va informar que molta gent havia pagat l'entrada a la pel·lícula només per veure el tràiler i, posteriorment, va sortir després de projectar el tràiler. De la mateixa manera, es van mostrar teasers per a Star Wars: Episodi II - L'atac dels clons i Star Wars: Episodi III - La venjança dels Sith abans de les pel·lícules de Pixar Monsters, Inc. i Els Increïbles, respectivament. El tràiler teaser de Cloverfield es va mostrar públicament per primera vegada adjunt a la pel·lícula Transformers ; en aquell moment, no se sabia res del primer, i el teaser d'un minut i mig no incloïa el títol de la pel·lícula; només es va mostrar el nom del productor, JJ Abrams, i una data de llançament, 1.18.08. El tràiler teaser d'una altra pel·lícula dirigida per Abrams, Star Trek, es va adjuntar al mateix Cloverfield, mostrant la nau estel·lar USS Enterprise que s'està construint a la Terra, i de nou sense títol, en lloc de mostrar només la Insígnia de la Flota Estelar; el tràiler teaser de Star Trek va anunciar originalment la data d'estrena com a Nadal de 2008, però la pel·lícula es va retardar finalment fins al 8 de maig de 2009, fent que l'espera entre el tràiler i la pel·lícula en si mateixa 16 mesos. Altres teasers tampoc mostren explícitament el títol de la pel·lícula, però el revelen a l'URL del lloc web.
Els teasers sovint generen bombo als mitjans de comunicació fins al punt que es filtren. Avengers: Infinity War i 2.0 demostren ser aquests exemples. El teaser (la versió del director) de la 2.0 es va publicar setmanes abans de ser llançat oficialment a YouTube.
Els llançaments de pel·lícules en DVD i Blu-ray solen incloure tant el seu teaser com els tràilers teatrals com a característiques especials. Una de les excepcions més notables a aquesta regla és Spider-Man, el tràiler teaser del qual mostrava una trama no relacionada de lladres de bancs que s'escapaven en un helicòpter, van quedar atrapats per darrere i impulsats cap enrere cap al que al principi sembla ser una xarxa, després es mostra com una gegantina teranyina teixida entre les dues torres al World Trade Center. Aquest teaser es va treure dels cinemes després dels atacs de l'11 de setembre de 2001, però es pot veure a YouTube.